# Milan-San Remo 2009
La 100e édition de la course cycliste Milan-San Remo a eu lieu le 21 mars 2009 sur une distance de 298 km.  La course est la quatrième épreuve du Calendrier mondial UCI 2009. Le Britannique Mark Cavendish (Team Columbia) s'est imposé devant Heinrich Haussler et Thor Hushovd (Cervélo Test Team).

## Parcours
Le parcours est le même que celui de l'édition précédente.

## Favoris
Les coureurs Óscar Freire, victime d'une chute sur le Tour de Californie, Fränk Schleck, Alessandro Ballan et Fabian Cancellara (vainqueur sortant) ont tous déclaré forfaits.

## Déroulement
La course s'est une nouvelle fois jouée lors d'un sprint massif. L'Allemand Heinrich Haussler en voulant emmener Thor Hushovd prend à 250 mètres de la ligne d'arrivée une avance confortable. Seul le Britannique Mark Cavendish réussit à combler l'écart puis à le sauter sur la ligne.

## Classement final
| #   | Coureur             | Pays        | Équipe                          |    | Temps           |
| --- | ------------------- | ----------- | ------------------------------- | -- | --------------- |
| 1.  | Mark Cavendish      | Royaume-Uni | Columbia-High Road              | en | 6 h 42 min 31 s |
| 2.  | Heinrich Haussler   | Allemagne   | Cervélo TestTeam                | +  | 0 s             |
| 3.  | Thor Hushovd        | Norvège     | Cervélo TestTeam                |    | 2 s             |
| 4.  | Allan Davis         | Australie   | Quick Step                      |    | 2 s             |
| 5.  | Alessandro Petacchi | Italie      | LPR Brakes-Farnese Vini         |    | 2 s             |
| 6.  | Daniele Bennati     | Italie      | Liquigas                        |    | 2 s             |
| 7.  | Aitor Galdós        | Espagne     | Euskaltel-Euskadi               |    | 2 s             |
| 8.  | Enrico Rossi        | Italie      | Ceramica Flaminia-Bossini Docce |    | 2 s             |
| 9.  | Luca Paolini        | Italie      | Aqua & Sapone                   |    | 2 s             |
| 10. | Peter Velits        | Slovaquie   | Team Milram                     |    | 2 s             |

Il y avait 197 coureurs au départ et 162 classés.

## Liste des engagés
| Acqua & Sapone-Caffè Mokambo | AG2R La Mondiale | Astana |
| - 01. Dario Andriotto - 02. Massimo Codol - 03. Alessandro Donati - 04. Stefano Garzelli - 05. Diego Milán - 06. Didac Ortega - 07. Giuseppe Palumbo - 08. Luca Paolini               | - 11. Rinaldo Nocentini - 12. Aurélien Clerc - 13. Vladimir Efimkin - 14. Martin Elmiger - 15. Sébastien Hinault - 16. Lloyd Mondory - 17. Alexandr Pliuschin - 18. Nicolas Roche           | - 21. Lance Armstrong - 22. Assan Bazayev - 23. Maxim Iglinskiy - 24. Dmitriy Muravyev - 25. Yaroslav Popovych - 26. Grégory Rast - 27. Michael Schär - 28. Tomas Vaitkus                         |
| Barloworld | BBox Bouygues Telecom | Caisse d'Épargne |
| - 31. Diego Caccia - 32. Patrick Calcagni - 33. Félix Cárdenas - 34. Giampaolo Cheula - 35. Marco Corti - 36. Carlo Scognamiglio - 37. Robert Hunter - 38. Paolo Longo Borghini       | - 41. Olivier Bonnaire - 42. Steve Chainel - 43. Damien Gaudin - 44. Saïd Haddou - 45. Vincent Jérôme - 46. Arnaud Labbe - 47. Rony Martias - 48. Sébastien Turgot                          | - 51. Andrey Amador - 52. Arnaud Coyot - 53. Vasil Kiryienka - 54. Pablo Lastras - 55. Ángel Madrazo - 56. Marlon Pérez - 57. Joaquim Rodríguez - 58. Rui Costa                                   |
| Ceramica Flaminia-Bossini Docce | Cervélo TestTeam | Cofidis |
| - 61. Filippo Simeoni - 62. Maurizio Biondo - 63. Vladimir Duma - 64. Cristiano Fumagalli - 65. Dainius Kairelis - 66. Leonardo Giordani - 67. Alessandro Maserati - 68. Enrico Rossi | - 71. Xavier Florencio - 72. Jeremy Hunt - 73. Roger Hammond - 74. Heinrich Haussler - 75. Thor Hushovd - 76. Andreas Klier - 77. Gabriel Rasch - 78. Hayden Roulston                       | - 81. Alexandre Blain - 82. Hervé Duclos-Lassalle - 83. Samuel Dumoulin - 84. Leonardo Duque - 85. Julien El Fares - 86. Bingen Fernández - 87. Sébastien Minard - 88. Amaël Moinard              |
| Serramenti PVC Diquigiovanni | Euskaltel-Euskadi | La Française des jeux |
| - 91. Davide Rebellin - 92. Alessandro Bertolini - 93. Thomas Bertolini - 94. Luca Celli - 95. Francesco Ginanni - 96. Luis Ángel Maté - 97. Leonardo Moser - 98. Michele Scarponi    | - 101. Andoni Lafuente - 102. Josu Agirre - 103. Íñigo Landaluze - 104. Iván Velasco - 105. Egoi Martínez - 106. Koldo Fernández - 107. Aitor Galdós                                        | - 111. Mikaël Cherel - 112. Yauheni Hutarovich - 113. Anthony Geslin - 114. Christophe Le Mével - 115. Wesley Sulzberger - 116. Yoann Offredo - 117. Benoît Vaugrenard                            |
| Fuji-Servetto | Garmin-Slipstream | ISD |
| - 121. Eros Capecchi - 122. Ermanno Capelli - 123. Iker Camaño - 124. Fredrik Kessiakoff - 125. Daniele Nardello - 126. Josep Jufré - 127. Davide Viganò - 128. David de la Fuente    | - 131. Julian Dean - 132. Tyler Farrar - 133. Michael Friedman - 134. William Frishkorn - 135. Ryder Hesjedal - 136. Bradley Wiggins - 137. Christopher Sutton - 138. Svein Tuft            | - 141. Giovanni Visconti - 142. Oscar Gatto - 143. Dario Cioni - 144. Maxim Belkov - 145. Andriy Grivko - 146. Leonardo Scarselli - 147. Ian Stannard - 148. Oleksandr Kvachuk                    |
| Lampre-NGC | Liquigas | LPR Brakes-Farnese Vini |
| - 151. Enrico Gasparotto - 152. Marco Bandiera - 153. Francesco Gavazzi - 154. Daniele Righi - 155. Manuele Mori - 156. David Loosli - 157. Mirco Lorenzetto - 158. Emanuele Bindi    | - 161. Ivan Basso - 162. Daniele Bennati - 163. Murilo Fischer - 164. Aliaksandr Kuschynski - 165. Vincenzo Nibali - 166. Franco Pellizotti - 167. Fabio Sabatini - 168. Alessandro Vanotti | - 171. Lorenzo Bernucci - 172. Gabriele Bosisio - 173. Riccardo Chiarini - 174. Danilo Di Luca - 175. Giairo Ermeti - 176. Alberto Ongarato - 177. Alessandro Petacchi - 178. Daniele Pietropolli |
| Quick Step | Rabobank | Silence-Lotto |
| - 181. Tom Boonen - 182. Allan Davis - 183. Jérôme Pineau - 184. Matteo Tosatto - 185. Marco Velo - 186. Maarten Wynants - 187. Carlos Barredo - 188. Sylvain Chavanel                | - 191. Juan Antonio Flecha - 192. Pedro Horrillo - 193. Mathew Hayman - 194. Sebastian Langeveld - 195. Tom Leezer - 196. Nick Nuyens - 197. Joost Posthuma - 198. Maarten Tjallingii       | - 201. Wilfried Cretskens - 202. Thomas Dekker - 203. Mickaël Delage - 204. Philippe Gilbert - 205. Johan Vansummeren - 206. Sebastian Lang - 207. Jürgen Roelandts - 208. Greg Van Avermaet      |
| Columbia-High Road | Katusha | Team Milram |
| - 211. Michael Barry - 212. Edvald Boasson Hagen - 213. Mark Cavendish - 214. Bernhard Eisel - 215. George Hincapie - 216. Thomas Lövkvist - 217. Maxime Monfort - 218. Mark Renshaw  | - 221. Filippo Pozzato - 222. Alexandre Botcharov - 223. Pavel Brutt - 224. Mikhail Ignatiev - 225. Sergueï Ivanov - 226. Luca Mazzanti - 227. Robbie McEwen - 228. Sergueï Klimov          | - 231. Gerald Ciolek - 232. Fabian Wegmann - 233. Martin Velits - 234. Peter Velits - 235. Johannes Fröhlinger - 236. Niki Terpstra - 237. Christian Knees - 238. Peter Wrolich                   |
| Saxo Bank | | |
| - 241. Andy Schleck - 242. Marcus Ljungqvist - 243. Karsten Kroon - 244. Stuart O'Grady - 245. Matti Breschel - 246. Kurt Asle Arvesen - 247. Kasper Klostergaard - 248. Frank Høj    | | |